# Vaginulus
Vaginulus is een geslacht van weekdieren uit de klasse van de Gastropoda (slakken).

## Soorten
- Vaginulus occidentalis (Guilding, 1825)
- Vaginulus rodericensis E. A. Smith, 1876
- Vaginulus sloanii (Cuvier, 1817)